# Голотропне дихання
Голотропне дихання (або Дихання Ґрофа, грец. «holos» (цілісність) і «trepein» (дорога, прагнення)) — альтернативна медична концепція трансперсональної психології, в якій використовується гіпервентиляція для досягнення стану зміненої свідомості, розроблений чеським психіатром Станіславом Ґрофом (відомий також вивченням ЛСД та психоделічної терапії) і його дружиною Крістіною Ґроф.
Ґроф розрізняє два стани свідомості: гілотропний і голотропний. Гілотропний стан належить до «нормального, повсякденного досвіду консенсусної реальності». І навпаки, голотропність характерна для незвичайних станів свідомості, таких як медитативний, містичний або психоделічний досвід.
Ґрунтуючись на своїх спостереженнях під час дослідження ЛСД і на теорії родової травми Отто Ранка, Гроф побудував теоретичну основу для пренатальної та перинатальної психології та трансперсональної психології, у якій досвід психоделічних сеансів та інших «голотропних» станів розуміється як такі, що на них впливає біографічний, внутрішньоутробний і перинатальний досвід, а також ряд трансперсональних явищ. Згодом ця теорія розвинулася в те, що Гроф назвав «розширеною картографією людської психіки». Після придушення легального вживання ЛСД на початку 1970-х років Гроф розвивав цей терапевтичний напрямок без наркотиків, спільно розробляючи зі своєю дружиною Крістіною Гроф поєднання глибокого та прискореного дихання, музики, що викликає спогади, зосередженої роботи над тілом і малювання мандали.

## Гіпотеза близькосмертного досвіду
Наприкінці 1970-х років Гроф запропонував психологічну гіпотезу для пояснення близькосмертного досвіду (NDE). За словами Грофа, NDE відображає спогади про процес пологів з тунелем, що представляє родові шляхи. Сьюзен Блекмор стверджувала, що ця гіпотеза «нажаль недостатня, щоб пояснити NDE. Для початку новонароджена дитина не побачить нічого схожого на тунель, народжуючись». Психолог Кріс Френч писав, що «досвід народження є лише зовні схожий на NDE», і цю гіпотезу було спростовано, оскільки для тих, хто народився за допомогою кесаревого розтину, зазвичай виникає тунель під час NDE. Майкл Шермер також розкритикував гіпотезу: «немає ніяких доказів будь-яких дитячих спогадів. Крім того, родові шляхи не схожі на тунель, голова немовляти зазвичай опущена, а очі закриті». [18] До того ж діти не народжуються одразу з гарним зором, з народження діти бачать тільки плями світла, у віці 1 місяця малюк починає бачити силуети, і лише в віці 5—8 місяців починає бачити тривимірне зображення. Стаття в рецензований журнал APA Psychology of Consciousness припустив, що пацієнти Грофа могли відчувати помилкові спогади про народження та до народження.